# Гончарная набережная
Гонча́рная на́бережная — набережная в центре Москвы на левом берегу Москвы-реки в Таганском районе между 2-м Гончарным переулком и Народной улицей. Является продолжением Котельнической набережной.

## История
До 1900 года этот участок набережной входил в состав Котельнической набережной. Современное наименование набережная получила по соседней Гончарной улице, которая так называется по дворцовой Гончарной слободе, располагавшейся на левобережье реки Яуза (близ её устья).

## Описание
Гончарная набережная продолжает Котельническую. Она начинается от выхода к реке 2-го Гончарного переулка, проходит на юг, слева к ней примыкает Гончарный проезд, затем продолжается под Большим Краснохолмским мостом. После выхода на неё Народной улицы переходит в Краснохолмскую набережную.

## Транспорт
Вблизи набережной расположены станции метро  Таганская,  Таганская,  Марксистская и  Китай-город.
На набережной имеются остановки автобуса с856.

## Здания и сооружения
Дома расположены только по нечётной стороне.
- № 1, стр. 2 — Жилой дом (1-я половина XIX в.)[1];
- № 1, стр. 3 — Городская усадьба с фабрикой А. Гюбнера—Д. С. Сопова—Осиповых (1849, 1865, кон. XX в.)[1], ныне — Институт изучения иудаизма в СНГ;
- № 3, стр. 3 — Жилой дом (1962, архитектор Ю. Я . Сосенко)[1], в пристройке — Городская клиническая больница № 13, травматологический пункт;
- № 3, стр. 1 — Ночлежный дом (1810-е гг., сер. XX в.)[1]
- № 3, стр. 5 — Жилой дом (1940)[1]
- № 9/16, стр. 1 — 5-й Таксомоторный парк. На боковом фасаде здания размещалось граффити «Танцоры» итальянского художника Агостино Якурчи, созданное в августе 2013 года. Работа, неоднократно называвшаяся среди лучших граффити Москвы, была закрашена коммунальными службами в 2016 году[источник не указан 2995 дней].